# Nasa solata
Nasa solata là một loài thực vật có hoa trong họ Loasaceae. Loài này được (J.F. Macbr.) Weigend mô tả khoa học đầu tiên năm 2006.